# Người Mỹ gốc Canada
Người Mỹ gốc Canada (Tiếng Anh: Canadian Americans) là một thuật ngữ có thể được áp dụng cho công dân Mỹ có tổ tiên hoàn toàn hoặc một phần là người Canada, hoặc là công dân của cả hai quốc gia.
Thuật ngữ Canada có thể có nghĩa là một quốc tịch hoặc một sắc tộc. Người Canada được coi là người Bắc Mỹ do họ cư trú ở lục địa này. Những người nhập cư Canada gốc Anh dễ dàng hòa nhập vào các bang miền bắc và miền tây nước Mỹ do họ có nhiều điểm tương đồng về văn hóa và giọng nói. Người Canada nói tiếng Pháp mất nhiều thời gian hơn để hòa nhập vì ngôn ngữ và văn hóa không giống nhau. Tuy nhiên, đến thế hệ thứ 3, họ thường đã được đồng hóa về văn hóa, còn bản sắc Canada ít nhiều là văn hóa dân gian. Điều này đã diễn ra, mặc dù một nửa dân số của tỉnh Quebec di cư đến Hoa Kỳ từ năm 1840 đến năm 1930.